# Anemia diversifolia
Anemia diversifolia är en ormbunkeart som beskrevs av Heinrich Adolph Schrader. Anemia diversifolia ingår i släktet Anemia och familjen Anemiaceae. Inga underarter finns listade.